# 新主流派
新主流派（New Mainstream）は、ビバップ、ハード・バップに対抗しうるジャズの新スタイル（モード・ジャズ）を意味する。評論家アイラ・ギトラーが公式にマイルス・デイヴィス（Miles Davis）のアルバム『マイルス・スマイルズ』（1966年、SME、Columbia／Sony）で最初に使い始めた。1965年以降ともされる。英語圏ではポスト・バップとも呼ばれる。
- マイルス・デイヴィス（Miles Davis）『マイルス・スマイルズ (Miles Smiles)』（SME、Columbia／Sony）
- ハービー・ハンコック（Herbie Hancock）『処女航海 (Maiden Voyage)』（Blue Note）
- ウェイン・ショーター（Wayne Shorter）
- ジャッキー・マクリーン（Jackie McLean）『ワン・ステップ・ビヨンド (One step beyond)』（Blue Note）
- フレディ・ハバード（Freddie Hubbard）
- トニー・ウィリアムス（Tony Williams）
- エルヴィン・ジョーンズ（Elvin Jones）
- グレイシャン・モンカー3世（Grachan Moncur III)

等が挙げられる。